# Majsterrojr
Majsterrojr är ett bronsåldersröse i Gothems socken på Gotland, en dryg kilometer öster om Åminne.
Röset, som är 33 meter i diameter och 4 meter högt, har ett imponerande läge på höjden av en klint. Majsterrojr utgör en del av ett gravfält där de synliga gravarna utgör två skeppssättningar en rektangulär stensättning och sex runda stensättningar. En del av gravarna har undersökts arkeologiskt och dateras till yngre bronsålder.